# Ballestero de maza
Ballesteros de maza son antiguos oficiales de la casa real.

## Descripción
Estos oficiales o ballesteros iban con el maestresala a la cocina y venían delante de él y del manjar hasta el aparador, con sus mazas reales sobre el hombro y desde el aparador iban también hasta la mesa donde estaba la persona real, y lo mismo hacían acompañando la copa cuando se llenaba y cuando el copero la tornaba a su aparador. Tenían sus salarios con el dicho oficio: una espalda de carnero asada o una gallina, desde que era levantado el plato.
Asimismo, iban delante del príncipe cuando entraba de camino en las ciudades y lugares principales y en las procesiones y cuando cabalgaba para ir a ver algunas fiestas. Cuando el rey o el príncipe hacía audiencia pública con los de su Consejo, estaban delante los ballesteros de maza.
Cuando se daban libreas en fiestas grandes de matrimonios o cuando al príncipe le placía, también se las daban a los ballesteros de maza como convenía. Estos se llaman por otro nombre porteros de maza y de cámara, y cuando el rey o el príncipe hacían merced de alguna tenencia o de alguna villa o tierra para el entregamiento, uno de estos en su real nombre ponía en la posesión al alcaide a quien se hacía merced de la tenencia o al señor a quien se daban los vasallos o que recibía la merced. Y así se usó antiguamente, pero no con posterioridad y en lugar del portero de cámara o ballestero de maza, supiese eso en las palabras de la provisión, porque dicen que se le daba la tenencia y posesión aunque no intervinieran en dicho entregamiento dichos porteros de cámara o ballesteros de maza.